# Mount & Blade: With Fire & Sword
Mount & Blade: With Fire & Sword es una expansión del videojuego de rol Mount&Blade. El juego fue desarrollado por Sich Studio y TaleWorlds y fue publicado por Paradox Interactive en Europa. El juego y su tramas esta libremente basado en la novela A sangre y fuego por Henryk Sienkiewicz, describiendo la guerra de Polonis en 1648-51 contra la rebelión de Jmelnytsky en Ucrania, y sus secuelas que tratan la invasión de Polonia por Suecia, que en entonces poseía un enorme ejército y las guerras polacas contra el Imperio otomano. Si bien la obra fue escrita mucho antes de la existencia de los videojuegos, las líneas argumentales de Sienkiewicz - que implican grandes sagas y escenas de guerra heroica, es fácilmente adaptada al medio moderno.

## Jugabilidad
La jugabilidad está basada en la de su predecesor, Mount&Blade: Warband, con controles similares en consideraciones a combate y arquería. Como sus predecesores, With Fire and Sword es juego de rol. Esta entrega permite al jugador luchar por una de las cinco facciones en un esfuerzo para controlar Europa Oriental, aunque solo tres tienen una historia apropiada. El juego se desarrolla en un periodo posterior, más moderno que los títulos anteriores con acceso a pistolas, granadas y otros equipos de la era posmedieval.

## Recepción
With Fire and Sword recibió críticas poco entusiastas por partes iguales de los críticos y los aficionados, Metacritic la calificó con una puntuación de 68 puntos y GameRankings con 66.94 puntos. GameZone dio al juego 7/10, declarando "Mount&Blade: With Fire and Sword es el sistema más adecuado para cualquiera interesado en barrer historias épicas así como RPGs increíblemente complejos y realistas. Una entrada fantástica para los amantes del género". Sin embargo, muchos jugadores se quejaron sobre la mecánica de apuntar al objetivo con proyectiles.